# Żmije właściwe
Żmije właściwe (Viperinae) – podrodzina węży w obrębie rodziny żmijowatych (Viperidae). W jej skład wchodzi 13 rodzajów i ponad 100 gatunków stosunkowo niewielkich węży, o długości od kilkunastu do 200 cm. W podrodzinie tej przeważa jajożyworodność, choć występują też gatunki jajorodne. Żmije zamieszkują różne środowiska i rejony geograficzne, również subarktyczny (żmija zygzakowata).
Żmije właściwe cechuje pokryta drobnymi łuskami, szeroka, trójkątna głowa, odróżniająca się od reszty ciała oraz guzkowate łuski grzbietowe. Węże te mają pionową, eliptyczną źrenicę, typową dla zwierząt polujących nocą. Nie mają natomiast jamek policzkowych.

## Zasięg występowania
Każdy z rodzajów żmij właściwych obejmuje gatunki występujące w Eurazji i Afryce.

## Podział systematyczny
Do podrodziny należą następujące rodzaje: 
- Atheris Cope, 1862
- Bitis Gray, 1842
- Causus Wagler, 1830
- Cerastes Laurenti, 1768
- Daboia Gray, 1842
- Echis Merrem, 1820
- Eristicophis Alcock & Finn – jedynym przedstawicielem jest Eristicophis macmahoni Alcock & Finn, 1897
- Macrovipera Reuss, 1927
- Montatheris Broadley, 1996 – jedynym przedstawicielem jest Montatheris hindii (Boulenger, 1910)
- Montivipera Nilson, Tuniyev, Andrén, Orlov, Joger & Herrmann, 1999
- Proatheris Broadley, 1996 – jedynym przedstawicielem jest Proatheris superciliaris (Peters, 1855)
- Pseudocerastes Boulenger, 1896
- Vipera Garsault, 1764